# Amazing (Superflyのアルバム)
『Amazing』（アメイジング）は、Superflyの1作目のカバーアルバム。2025年6月18日にユニバーサルシグマからリリースされた。CD発売に先行し、同年6月16日より配信が開始した。

## 概要・リリース
5thアルバム『WHITE』の初回限定盤に邦楽カバーが収録されたミニアルバムが付属した例を除くと、自身初の邦楽カバーアルバム。邦楽カバー全10曲を収録（楽曲の選定過程などの詳細は後述参照）。全楽曲のアレンジをトオミヨウが担当している。
通常盤のみのリリースとなっており、購入特典として、CDはトートバッグやステッカー等、店舗ごとに異なる景品が数量限定で用意される一方、配信ではApple Music、およびSpotifyによる予約購入を行うことで、デジタルサイン入りジャケット画像が入手できた。
6月29日には、本アルバムのリリースを記念したフリーライブをGRAND GREEN OSAKA ロートハートスクエアうめきた にて開催。ファンクラブやUNIVERSAL MUSIC STOREでのアルバム予約購入者、およびストリーミングサービスでのアルバムの購入者を対象として、本公演の優先観覧エリアへの招待キャンペーンも実施された。
また、8月31日より、約10年ぶりとなる全国ホールツアー『Superfly Hall Tour 2025 "Amazing Session"』をスタート予定であることに伴い、初回プレス限定の封入特典として、本ツアーのスペシャルシート招待チケットの抽選応募シリアルが封入される。

## 背景

### 企画始動発表・アルバム情報公開まで
2024年4月4日、SuperflyがYouTubeで配信したデビュー17周年を記念したスペシャルトーク番組にて、カバー企画『Superflyと歌旅』の始動を発表。のちに本企画は『Superflyと涙旅』と改題のうえ「あの曲が流れると、なぜか泣けてくる」に寄り添うことをコンセプトに、リスナーの心に刻まれる楽曲とそれと関連する「泣けたエピソード」の募集が行われ、歌唱曲の選定が行われた。また、リクエストの募集対象となる楽曲は、本アルバムでは男性アーティストの楽曲に限定された。
2024年12月30日、一部収録曲と収録曲数を発表。デビュー18周年を迎えた2025年4月4日に、アルバムタイトルや全収録内容の詳細を公開、また同日、越智志帆は自身のInstagramで、本アルバム全収録曲のレコーディングを終えたことを報告した。
キャッチコピーは「すべての"涙"に、この歌声を添えて。Superfly初の邦楽カバーアルバム、ここに完成。」
2025年5月21日には、本アルバムの特設サイトが開設。サイト上には、同年6月13日に本アルバムに関するオフィシャルインタビューも掲載され、カバー企画始動やコンセプト決定に至るまでの経緯などが明かされている。

### カバー企画始動の動機
カバーアルバムの制作は、Superflyが現レーベルに移籍した当時から関係者の間で話が出ていたというが、当初の越智はこれに前向きでなかったとしている。理由については、過去にも楽曲のカバーを発表した経験がある点に触れつつ、当時の心境を吐露した。
もちろんあの頃もオリジナルに対するリスペクトの気持ちを持ってやっていましたけど、思い返すと今ほど深く丁寧に向き合わなきゃとは思っていなかったかもしれない。自分がキャリアを積んで、曲作りというのは神聖なものなんだと気づいてから、恐れ多いという気持ちが大きくなりました。時代背景とかも踏まえると、作った人と同じくらいその曲を理解するなんてできっこない。そこまで理解できていない曲を歌うのは、自分のポリシーとして許せないことだと思うようになっていたんです。
心境の変化があったイベントに、喉の不調による休止後に開催した『Superfly Arena Tour 2024 "Heat Wave"』を挙げ、本ツアーが「情熱」と「癒し」をテーマに行われたものとしたうえで「（ステージから観客たちの表情を見て）歌声を届けるってすごく不思議な力があるんだなと改めて思った」「誰かのためになるようなもの、聴いてくれた人の心がちょっとでも癒えるようなもの。そういうカバーアルバムなら、自分がやる意味もあるんじゃないかって」と、アルバム制作を決めた経緯を語った。

### コンセプト
当初の企画名であった『Superflyと歌旅』では「年代を超えて歌で旅をする」ことをコンセプトに掲げていたが、越智自身の「聴き手に寄り添えるものにしたい」という意向から話し合いが重ねられ『Superflyと涙旅』への変更に至ったという。
最終的に決定した「涙」にまつわるコンセプトは、涙を流すことで心のデトックスを図る活動「涙活」に因むもの。1人のスタッフからこの言葉を提案されたことがきっかけであるとされ、越智はこれに関して「私はそのとき初めて（涙活という言葉を）知ったんですけど、確かに涙を流してすっきりすることってあるよなと思って。それに悲しいとか悔しいの涙だけじゃなくて、歓喜の涙もある。じゃあ『涙で旅をする』＝『涙旅』というテーマにして、みなさんから『聴くと泣けてくる曲』と『泣けるエピソード』を募集し、そのなかから選曲しようと。聴く人に何かしらの影響を与えられる作品にしたいと考えていたんですけど、このテーマならそれができる！って思ったんです」と語っている。
男性アーティストの楽曲に絞った内容となったのは、レーベルからの提案によるものとされる。越智は「女性の私には簡単にわからない心情があるという意味で、むしろやりがいを感じましたし、想像力が膨らむなと思いました。それに最近は優しく柔らかな心情を表現することが多かったので、男らしく佇んでいられる曲を久しぶりに歌ってみたいとも思ったし。でも実際に取り組んでみると、男性が作った曲なのに女性の思いをそのなかに見出せることも多くて、それはひとつの発見でしたね」と、制作時の心境とともに振り返っている。
なお、Superflyは『Superflyと歌旅』の皮切りに、2024年4月11日に出演したNHK総合『SONGS』にて、スピッツ「楓」のカバーを披露していたが、上記の通り、コンセプトが変更になったこともあり、本アルバムには収録されていない（ただし、同バンドの楽曲である「渚」が収録されている）。

## プロモーション
以下、いずれも2025年内。
全収録曲の公開翌日の4月5日より、Superflyの公式SNSに、収録される楽曲に寄せられたリクエスト者の「涙のエピソード」が、4月14日までにかけて1日1曲分ずつ公開された（X（旧・Twitter）での各ポストのリンクは後述参照）。
4月15日21時には、Superflyの公式SNSにて、全曲ティザー（short ver.）を公開。翌16日以降、下記の日程で一部収録曲の先行配信販売を開始。いずれの楽曲も配信開始日と同日中に、公式YouTubeチャンネル上にオフィシャルオーディオがアップロードされた。
|       | タイトル | 配信日        |
| ----- | -------- | ------------- |
| 第1弾 | 彩り     | 2025年4月16日 |
| 第2弾 | 人として | 2025年5月7日  |
| 第3弾 | 僕のこと | 2025年5月26日 |

アルバムの配信開始日の6月16日には、残り7曲のオフィシャルオーディオも公開。同日より、アルバムの特設サイト上には、Superflyによる各楽曲の紹介、および歌唱に関するコメントが、6月25日までにかけて1日1曲分ずつ公開された。
また、6月2日にTBS系列で放送されたMrs. GREEN APPLEがMCを務める特別番組『テレビ×ミセス』へのゲスト出演と「僕のこと」のコラボ歌唱を皮切りに、本アルバムのリリースにちなんだメディア出演が複数行われ、7月19日放送の『音楽の日2025』までに収録曲のうち計6曲がテレビ披露された（メディア出演の詳細は後述参照）。
アルバム発売後の6月21日には、アルバムの制作背景を追ったビハインド映像が公開された。

## ミュージックビデオ
先行配信された「彩り」「人として」「僕のこと」に加え、本アルバムの最後に収録されている「メロディー」の計4曲で、ミュージックビデオが制作、公式YouTubeチャンネル上に公開されている。監督は「Voice」「Farewell」のミュージックビデオ制作にも関わった大久保拓朗が務めた。
下記の通り、公開された4本のミュージックビデオは、別の楽曲ながらそれぞれに繋がりを持たせた箇所が複数見られ、4部作のような構成の映像作品となっている。
- 壁紙や配置されているもの、映像に映る時間帯が異なる以外、いずれの映像も同じ部屋と同じ衣装で撮影されている[55]。
- 「僕のこと」までの3本のビデオには、映像終盤で次に公開されるミュージックビデオで登場する部屋でのシーンが、予告のような形で無音で数秒間流れる。
- 「メロディー」のビデオでは、間奏部分に「僕のこと」までの3本のビデオでの内容を回想するシーンが流れる[55]。

|       | タイトル   | 公開日        |
| ----- | ---------- | ------------- |
| 第1弾 | 彩り       | 2025年4月28日 |
| 第2弾 | 人として   | 2025年5月15日 |
| 第3弾 | 僕のこと   | 2025年6月1日  |
| 第4弾 | メロディー | 2025年6月18日 |

## 収録曲
| 全編曲: トオミヨウ。 |                      |            |            |       |
| #                    | タイトル             | 作詞       | 作曲       | 時間  |
| 1.                   | 「彩り」             | 桜井和寿   | 桜井和寿   | 5:24  |
| 2.                   | 「果てない空」       | QQ         | QQ         | 4:30  |
| 3.                   | 「僕のこと」         | 大森元貴   | 大森元貴   | 5:23  |
| 4.                   | 「人として」         | 柳沢亮太   | 柳沢亮太   | 4:05  |
| 5.                   | 「Wherever you are」 | Taka       | Taka       | 4:57  |
| 6.                   | 「Crazy Crazy」      | 星野源     | 星野源     | 3:42  |
| 7.                   | 「SISTER」           | 清水依与吏 | 清水依与吏 | 4:11  |
| 8.                   | 「渚」               | 草野正宗   | 草野正宗   | 4:39  |
| 9.                   | 「たしかなこと」     | 小田和正   | 小田和正   | 5:02  |
| 10.                  | 「メロディー」       | 玉置浩二   | 玉置浩二   | 4:42  |
| 合計時間:            | 合計時間:            | 合計時間:  | 合計時間:  | 46:35 |

## 楽曲解説
オリジナルアーティストによる原曲の解説は、各リンク先を参照のこと。各楽曲の「涙のエピソード」は、収録内容公開後に開設された特設サイトにも掲載されている。収録曲順は、アルバムの特設サイト開設時に発表された。
1. 彩り
  - オリジナルアーティスト：Mr.Children
  - リクエスト者による涙のエピソード
  - 本楽曲のカバーについて、越智は「この歌を聴いてくれた人が、自分とその近くにいる人に優しくなれますように。大切な愛と正義が、ちゃんと扱われますように。一人一人が素晴らしい存在だということに安心感を持ってもらえたら…」と、歌う中で感じた想いを込めたとしている[58]。
  - 原曲よりやや低めのキーで歌唱している。越智はこれについて「強い言葉で遠くに投げなくてもいいんだよ、近くの人に愛や正義を一生懸命注げばそれで十分なんだよって、この曲が教えてくれているような気がして」「遠くに投げるような曲じゃないとわかったので、言葉が目の前の人や近くの人だけに伝わるよう、低めで小さく歌うのが私なりの正解なんじゃないかと」とコメントしている[21]。
2. 果てない空
  - オリジナルアーティスト：嵐
  - リクエスト者による涙のエピソード
  - 本アルバムの中では唯一、原曲が複数人ボーカルによる楽曲。インタビューの冒頭では、メインボーカルの越智ひとりで嵐の5人による歌唱を表現する点へのプレッシャーがあったと述べられている[21]。
  - 原曲は、嵐のメンバー・二宮和也が主演を務めたテレビドラマ『フリーター、家を買う。』主題歌であり、カバーの際には、同作に設定の近い主人公の心情に感情移入をしながら歌唱したという。特に越智は、この主人公と近い年代の頃の自らに重なる部分があったとしたうえで「まだ自分は何者でもなくて、この歌じゃないけど“呆れるほど不器用“で、ちょっと複雑な感情を抱えていたんですけど、でも『私には夢があるから』っていうところで決して悲観的ではなかった。そのときの感情を思い出しながら歌えばいいんだなって腑に落ちたときに、出てくる声も変わったんです。Aメロの出だしから変わった。自分から思い出すことはなかったけど、あの頃の気持ちを思い出せてよかったなって思いました」と語っている[21]。
  - 奇しくも、本アルバムのリリース前日（6月17日）[注釈 6]は、二宮の誕生日である。二宮本人も自身の出演するラジオ番組にて、この点について触れている[59]。
3. 僕のこと
  - オリジナルアーティスト：Mrs. GREEN APPLE
  - リクエスト者による涙のエピソード
  - 本楽曲のカバーについて、越智は「今の時代だからこそ感じる孤独感、幸せ、喜び。今の時代だから持つことのできる考え⽅。この曲から『今』を感じている。『僕のこと』には、この時代だから⽣まれた感情がたくさん描かれていて、全ての⾔葉に共感できた。歌うたびに⼼がどんどん開いていって、歌い⼿としてとして表現しきれていなかった⾊んな⼼のモヤモヤが溶けていくようだった」と、原曲を賛美するとともに歌唱時の心境を語っている[60]。
  - 本アルバムの中では唯一、原曲のキーのままカバーしている[60]。越智は、自身のInstagramで「（カバーの収録では）人と距離を縮めるようなイメージで、何度も何度も歌って仲良くなっていくんですが、シャイでなかなか心を開いてくれない曲もあれば、無邪気な曲もある」「『僕のこと』は、多くを語り合わなくても分かり合えた感じがしました。もしかすると、この曲と私は、似たところがあったのかも。同じような人に会えた気がして、嬉しかった。なので、原曲キーで歌ってます」と綴っている[61]。
4. 人として
  - オリジナルアーティスト：SUPER BEAVER
  - リクエスト者による涙のエピソード
  - 本楽曲について越智は「曲と向き合うというより、人と向き合ったような感覚でした人のように感じたこの楽曲から、1人の女性像が見えてきました」「男性が作られた楽曲に、自分の理想とする女性の姿があったんです。『人として』には、聞き手にそれぞれの自分の理想像を思い浮かべさせるようなエネルギーがあると思いました」などとコメント[21][38][62]。その上でカバーでは「世界中がカッコよく生きてる人でいっぱいになりますように！」という想いを込めて歌唱したという[21][38]。
  - 本楽曲のカバーは、2025年6月11日にYouTubeチャンネル「THE FIRST TAKE」にて、一発録りで披露された[63]。なお、同チャンネルでは、SUPER BEAVERも本楽曲を歌唱したことがある[64]。
5. Wherever you are
  - オリジナルアーティスト：ONE OK ROCK
  - リクエスト者による涙のエピソード
  - 本楽曲について越智は「大きな母性を感じています」としたうえで、歌唱について「息子が生まれてからずっと、母親としての自信がもてなかった私の中に「愛を見つけられた瞬間」の喜びを歌いました」と総括している[65]。具体的には、育児での悩みを知り合いに相談した際のことを振り返り「"母親の存在は子供にとって絶対なんだから、心配しなくて大丈夫。自分には大きな愛があると思って、仕事が休みの日には100％の愛で接してあげてください" と言われまして。その言葉を信じて、自分には大きな愛があるんだから大丈夫って思い込みながら接するようにしたら、笑わなくなっていた息子が笑顔になって、私を頼ってくれるようになった」「自分のなかにある愛を実感して、生きる力が湧いてくる感覚があったんです。そのときの思いを重ね、息子を思う気持ちで歌ったのが、このテイク。涙をこらえるような感じで歌いました」と語っている[21]。
  - 全収録内容公開に先行して、収録がアナウンスされていた楽曲のひとつ[32]。
6. Crazy Crazy
  - オリジナルアーティスト：星野源
  - リクエスト者による涙のエピソード
  - 越智は星野が闘病の経験を経て本楽曲を制作した点について触れたうえで「バラードを明るい曲に作り変えたと知って、星野さんのパワーを改めて感じました」「いろんな曲を歌ってみて思うんですけど、人によって言葉に思いや意味を詰め込む人と音に詰め込む人と両方いて、星野さんは音に詰め込む人なんだなって。意味を伝えるよりも音楽そのものを伝えたいんだというようなお話もされているようですけど、私も音や歌にこもっていれば意味なんかなくてもいいんじゃないかと思うことがあるし、この曲からも音楽そのものの効能を強く感じました」と語っている[21]。
  - 歌唱について、リクエスト者のエピソードに関連してか「メロディをドライブさせるように意識」したとしている[21]。
  - イントロでは、原曲準拠のピアノの伴奏に先行して、ギターによるフィードバックから入るアレンジが加えられている。
7. SISTER
  - オリジナルアーティスト：back number
  - リクエスト者による涙のエピソード
  - 楽曲について、越智は前年にback numberのライブを鑑賞していたことを明かしたうえで「メンバーのみなさんがお客さんひとりひとりの人生と並走している印象を受けたんです。向かい合っているというよりは、横並びで一緒に走っているような」「いつも隣で一緒に走ってくれている曲だなって。だから私も夢に向かって頑張っている主人公と一緒に走ってあげないといけないと思って、それこそ意味なんて考えている暇もないくらいに息を切らしながら隣を走っているイメージで歌いました」とコメント。本カバーでのキー設定もこれに因んだものとされ「いっこ下げればもう少しラクに歌えたと思うんですけど、あえて苦しいキー設定で自分を追い込むように」したと言う[21]。
  - 全収録内容公開に先行して、収録がアナウンスされていた楽曲のひとつ[32]。
8. 渚
  - オリジナルアーティスト：スピッツ
  - リクエスト者による涙のエピソード
  - 先述の通り、カバー企画発表後のテレビ出演で同バンドの楽曲である「楓」を歌唱していたこともあり、スピッツの楽曲カバーのリクエストは多数寄せられたという[21]。
  - 越智はスピッツの草野マサムネの作詞について、芸術性や文学性が高く理解するのが難しかったとしつつも「無邪気な少年性みたいなものは感じたんですよ。それは“楓“もそうだったし、スピッツの作品からそれを感じることはとても多くて。恐らく草野さん自身が、普通の人なら大人になって常識とか社会性とかで抑えられて削られてしまうような少年性を削られないまま大人になられた方なんだろうなと思うんです」「なので私も自分のなかのアーティスト性みたいなものを呼び起こして歌うことに努める以外なかったですね」と語っている[21]。また、実際の歌唱時の心境について「ついつい忘れそうになる自分らしさが取り戻されて、心も身体も、大喜びしているような感覚でした」ともコメントしている[66]。
9. たしかなこと
  - オリジナルアーティスト：小田和正
  - リクエスト者による涙のエピソード
  - 本楽曲について越智は「塗り絵のようだなと思いましたね。小田(和正)さんが塗り絵を広げて、聴く人は自分にとって大切な誰かのことを想像しながら聴くとそこにその人の色がつく。誰にとっても同じ色ではなく、その人の色で塗られたオリジナルの塗り絵が完成する、というような。自由に受け止めて、あなたの色を塗ってくださいと言っているような奥行きがこの曲にあるんです」と語っている[21]。その上で自身の歌唱時について「友人に向けて歌おうと閃きました。ママという同士に向けて、胸の痛みがわかることいつだって力になりたいと思っていることをこの曲を通して伝えたくなりました」とも振り返っている[67]。
  - 全収録内容公開に先行して、収録がアナウンスされていた楽曲のひとつ[32]。
10. メロディー
  - オリジナルアーティスト：玉置浩二
  - リクエスト者による涙のエピソード
  - 本楽曲について越智は「玉置さんの心がここにあるって思えるくらいに生々しくて。切なくて苦しくてといった感情が湧き起こりやすい曲で、この感情、心当たりがあるなと考えたら、10代の頃の自分がそこにいたんです」とした上で、孤独に感じながらも音楽が心の拠り所であった自身の過去を振り返っている[21]。カバーではその当時の自身に語り掛けるように歌唱したと言い、収録時について「今でも音楽に対してピュアでいられているのか?って、この曲からその問いを投げられているような気がしたんです」「何度も何度もこの曲を歌って、孤独で存在価値を見つけられずにいた自分を思い出してしまったから傷口がまた開いちゃったような苦しさもあったんですけど、でも腑に落ちたところはあったんですよ。歌が仕事になった今でもやっぱり歌は自分の大親友なんだ、こんなに真剣になれてこんなに気持ちを込めて取り組めるものはほかにないじゃないかって。苦しさを感じつつも、そうやって何度も歌って1曲に真剣に取り組んでいる時間を尊く思えたんです。そういう自分がなんだか嬉しかった」と語った[21]。
  - 間奏では、原曲音源にはないハミングを入れるアレンジが加えられている。

## 演奏
出典
- 越智志帆
  - Lead Vocal
  - Background Vocals (#1, 3, 4, 6, 7, 8, 9)
- 八橋義幸
  - Electric Guitar (#1, 3, 5, 7, 8)
  - Acoustic Guitar (#2, 3, 4, 6, 9)
  - Handclap (#6)
- 名越由貴夫
  - Acoustic Guitar (#1, 7)
  - Electric Guitar (#2 - 6, 8, 9)
  - Handclap (#6)
- Tomi Yo
  - Programming (#1, 2, 3, 5, 7, 8, 9)
  - Piano (#1, 2, 3, 6, 7, 10)
  - Hammond B-3 (#1)
  - Handclap (#6)
  - Moog (#8)
  - Rhodes (#9)
- 宇野剛史
  - Bass (#1-9)
  - Handclap (#6)
- 玉田豊夢
  - Drums (#1 - 9)
  - Tambourine (#1, 2, 6, 7)
  - Handclap (#6)
- 稲泉りん、TOMOMI：Background Vocals (#2, 5)
- 室屋光一郎グループ：Strings (#2, 3, 4, 7, 9, 10)
- 村上基、吉澤達彦：Trumpet (#3)
- 鹿討奏：Trombone (#3)
- 武嶋聡
  - Tenor Sax (#3)
  - Flute, Clarinet (#9)
- 竹本健一、結城賢吾：Background Vocals (#5)

## メディア出演

### テレビ番組
再放送の記載は省略する。
| 番組名                   | 放送局         | 放送日        | 歌唱曲           | 備考                                                     |
| ------------------------ | -------------- | ------------- | ---------------- | -------------------------------------------------------- |
| テレビ×ミセス            | TBS系列        | 2025年6月2日  | 愛をこめて花束を | いずれの楽曲もMrs. GREEN APPLEとのコラボレーション歌唱。 |
| テレビ×ミセス            | TBS系列        | 2025年6月2日  | 僕のこと         | いずれの楽曲もMrs. GREEN APPLEとのコラボレーション歌唱。 |
| SONGS                    | NHK総合        | 2025年6月12日 | 彩り             |                                                          |
| SONGS                    | NHK総合        | 2025年6月12日 | メロディー       |                                                          |
| SONGS                    | NHK総合        | 2025年6月12日 | 果てない空       |                                                          |
| SONGS                    | NHK総合        | 2025年6月12日 | Whenever you are |                                                          |
| ミュージックステーション | テレビ朝日系   | 2025年6月20日 | 僕のこと         |                                                          |
| ミュージックステーション | テレビ朝日系   | 2025年6月20日 | 人として         |                                                          |
| CDTV ライブ! ライブ!     | TBS系列        | 2025年6月23日 | 果てない空       |                                                          |
| CDTV ライブ! ライブ!     | TBS系列        | 2025年6月23日 | 人として         |                                                          |
| EIGHT-JAM                | テレビ朝日系   | 2025年6月29日 | -                | Superfly特集。同番組には約10年ぶりの出演。               |
| 2025 FNS歌謡祭 夏        | フジテレビ系列 | 2025年7月2日  | 人として         | 渋谷龍太（SUPER BEAVER）とのコラボレーション歌唱。       |
| 音楽の日2025             | TBS系列        | 2025年7月19日 | 僕のこと         |                                                          |

### YouTube
Superflyの公式チャンネル、およびテレビ披露のアーカイブ公開を除く。
| チャンネル名   | 公開日        | 歌唱曲   | 備考                                                                                         |
| -------------- | ------------- | -------- | -------------------------------------------------------------------------------------------- |
| THE FIRST TAKE | 2025年6月11日 | 人として | 同チャンネルの動画には、2度目の出演。 アルバム収録の音源と異なり、コーラスは稲泉りんが担当。 |

## 評価・反響

### 評価
音楽情報サイト「POPSCENE」は、本アルバムについて、オフィシャルインタビューに記載されたSuperflyの各楽曲への向き合い方に関する言及にも触れつつ「越智志帆といえば、パワフルに突き抜ける高音が魅力のひとつでもあるが、決してそれだけではない。類まれなるダイナミクスコントロールで楽曲の世界を彩っている」と評している。

### オリジナルアーティストの主な反応
「人として」を作詞・作曲したSUPER BEAVERの柳沢亮太は、自身のX（旧・Twitter）でSuperflyのテレビでの楽曲歌唱時などに度々感謝の言葉を投稿しており、このうちミュージックビデオの公開時には「自分たちSUPER BEAVERにとっても大切な『人として』という楽曲、Superfly 志帆さんにカバーして頂けて光栄です！是非観て、聴いてみて下さいませ！」とコメントしていた。
また、嵐の二宮和也は、Superflyが『CDTV ライブ! ライブ!』で「果てない空」を歌唱した際、「敬愛しているからこそ敢えて言わせて下さい。Super果てない空flyでした」と、自身のXに投稿。二宮は後に自身が出演するラジオ番組『BAY STORM』でも、Superflyのカバーについて触れており、「本当にうれしいことですよね。自分もカバーアルバムを出させていただいている身としては、（曲は）数多あるわけですから」「僕なんかは好きで聞いている曲をやらせてもらうことが多いですけど、またたぶん違った視点の選出の仕方もあるわけじゃないですか。男性で縛ってるとか、いろんな視点がSuperflyさんのカバーアルバムは見えてくる」などと語っている。

### ライブイベント
本アルバムタイトルを冠したホールツアー「Superfly Hall Tour 2025 "Amazing Session"」は、チケットの一般販売が開始した2025年6月7日のうちに、全公演チケットの事前販売分を完売したことが報告されている。また、アルバム発売を記念して、GRAND GREEN OSAKA ロートハートスクエアうめきたにて開催された6月29日のフリーライブは、観客数が2.3万人を記録したことが報じられた。